# ジョヴァンニ・アントニオ・オルシーニ・デル・バルツォ

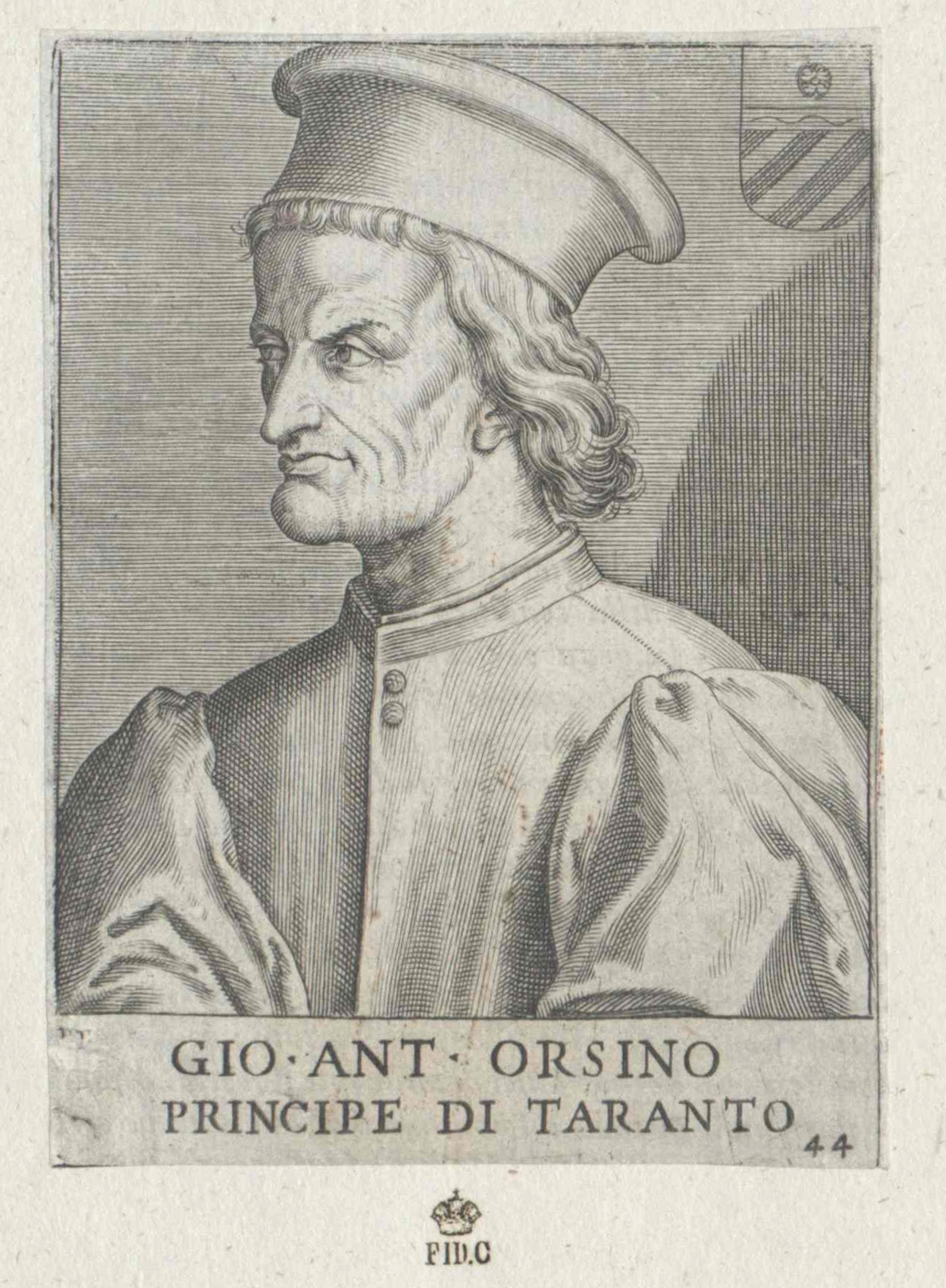
ターラント公ジョヴァンニ・アントニオ、17世紀のリトグラフ

ジョヴァンニ・アントニオ（ジャンアントニオ）・オルシーニ・デル・バルツォ（Giovanni Antonio(Giannantonio) Orsini del Balzo, 1401年9月9日 - 1463年11月15日）は、南伊ナポリ王国の貴族、コンドッティエーレ。ターラント公、バーリ公爵、レッチェ、アチェッラ、コンヴェルサーノ、ソレート、マテーラ、ウジェントの伯。
ターラント公ライモンド・オルシーニ・デル・バルツォと、レッチェ女伯マリー・ダンギャンの間の長男。1406年父が死ぬと、父と緊張関係にあったナポリ王ラディズラーオ1世は未亡人となった母マリーを妃に迎え、それに伴って両親の所領は全て王の所有に帰した。その王位を継いだジョヴァンナ2世女王は、ターラント公領を再婚相手のラ・マルシュ伯ジャック2世・ド・ブルボンに一旦は譲ったが、ラ・マルシュ伯を放逐した後の1421年5月4日、ターラント公領をジョヴァンニ・アントニオに与えた。彼はこの受封によりナポリ王国で最も勢威ある諸侯に昇格した。
ジョヴァンナ2世の後継者の座をめぐるアラゴン家のアルフォンソ5世とアンジュー家のルネ・ジャン2世父子の内戦では前者を支持し、その功からナポリ王国大司馬とバーリ公爵領を授けられた。しかしアルフォンソ5世没後はその私生児ドン・フェランテの即位に反対して宮廷を去り、アンジュー家支持派の頭目となる。フェランテの妻イザベルが自身の姪で相続人だったこともあり、後にフェランテと和解した。1463年アルタムラ城で、おそらくフェランテ王の刺客だったパオロ・トリカリコ（Paolo Tricarico）に絞殺された。
死後、遺産は最終的に姪を通じてナポリ王家（アラゴン家）に回収された。

## 結婚と子女
1417年教皇マルティヌス5世の姪でアマルフィ公爵の娘であるアンナ・コロンナと結婚したが、間に子は無かった。
以下の私生児が知られる。
- カテリーナ - コンヴェルサーノ女伯、第7代アトリ公爵ジュリオ・アントニオ・アクアヴィーヴァと結婚
- マリーア・コンクエスタ - ウジェント女伯、初代ナルド公爵アンジルベルト・デル・バルツォと結婚
- マルゲリータ - カタンツァーノ伯アントニオ・チェンテレスと結婚
- フランチェスカ - サポナーラ伯ジャーコポ・サンセヴェリーノと結婚
- ベルトルド - サリーチェ男爵、レッチェ伯
- 名称不明の娘 - ミレート伯ジャコモ・サンセヴェリーノと結婚

## 引用・脚注
1. ↑  storie-inedite p. 50 - note n. 63